# هبة ديب
هبة أحمد ديب (بالإنكليزية:Heba Deeb) وهي ممثلة سورية، من مواليد مدينة اللاذقية، مثلت في العديد من الأعمال المسرحية والمسلسلات التلفزيونية، وأخرجت عدداَ من الأفلام القصيرة.

## حياتها وأعمالها
نشأت في مدينة اللاذقية وعاشت فيها درست اللغة الفرنسية في جامعة تشرين وحازت على عدة شهادات في مجال الترجمة والتمثيل والإخراج السينمائي، بدأت مسيرتها الفنية بالعمل في عدد من المسرحيات والأفلام القصيرة كممثلة ومساعد مخرج:
1. فيلم خواطر لمدرسة المعوقين عام 2010 إخراج عصام خليل.
2. فيلم انتظريني وشارك بمهرجان خطوات الثاني عام 2012 إخراج فواز خزمة.
3. فيلم وثائقي بعنوان حكاية سورية عام 2012 إخراج سومر مرعي.
4. فيلم أجمل الأمهات عام 2013 إخراج مازن يونس.

ثم أخرجت عملاً مسرحياً وشاركت في بطولة عدد من المسرحيات:
1. مسرحية حديث في الخمارة عام 2006 إخراج مضر رمضان.
2. مسرحية نيغاتيف عام 2010 إخراج نضال سيجري.[1][2]
3. إخراج مسرحية مهاجر بريسبان للمسرح الجامعي عام 2014.
4. بطولة مسرحية بروفة جنرال عام 2015 إخراج سلمان شريبة.[3]
5. بطولة مسرحية طبوش والعسل المغشوش عام 2016 إخراج سلمان شريبة.[4][5]
6. بطولة مسرحية فوضى من تأليف عبدالمنعم عمايري وإخراج رائد مشرف عام 2019.[6]

وشاركت في عدد من المسلسلات التلفزيونية:
1. مسلسل نقطة انتهى إخراج رضوان قنطار.
2. بطولة مسلسل تاتش مي إخراج رضوان قنطار.
3. مسلسل شوق إخراج رشا شربتجي عام 2016.